# Base aérienne d'Al-Chaayrate
La base aérienne d'Al-Chaayrate (FAA LID : OS65)  est une base aérienne syrienne située à Homs. Elle est équipée de deux pistes d'atterrissage disposée en V, et d'environ 40 hangars « durcis ».

## Description
La base aérienne d'Al-Chaayrate qui est l'une des plus importantes de Syrie abrite, au début de 2017, la 50e brigade aérienne de l'Armée de l'air syrienne. La brigade consiste en trois escadrons de chasseurs : 
- 675e escadron de chasseurs (MiG-23)
- 677e escadron de chasseurs (Su-22)
- 685e escadron de chasseurs (Su-22)

Au moment de l'attaque, on estime qu'elle abritait entre 12 et 15 avions opérationnels.
La base comprendrait également un entrepôt d'armes chimiques.

## Bombardement dans la nuit du 6 au 7 avril 2017
La base a été bombardée dans la nuit du 6 au 7 avril 2017 lors de la guerre civile syrienne par un tir de 59 missiles de croisières BGM-109 Tomahawk. Le raid est mené par les États-Unis contre les forces armées syriennes, en réaction à l'attaque chimique de Khan Cheikhoun.